# Mathias Benzelstierna
Mathias Benzel, adlad Benzelstierna, född 8 september 1713 i Lund , död 11 mars 1791 i Stockholm, var en svensk ämbetsman, riksdagsman, tidningsutgivare och boksamlare.

## Biografi

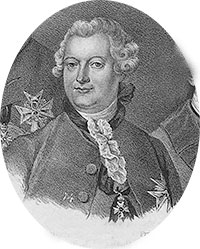
Mathias Benzelstierna.

Han var son till Jacob Benzelius och Catharina Edenberg, och båda föräldrarna härstammade från Bureätten. Han studerade tillsammans med Carl von Linné vid Lunds universitet från 1721 för bland andra Kilian Stobæus och tog till sig den nya frihetstidens och upplysningens idéer om naturvetenskap, tänkte först bli läkare men valde ämbetsmannabanan i stället. 1734 anställdes han vid Kanslikollegiet, tog året därefter kollegiets examen, och utsågs 1737 till sekreterare för kommissionen över mått och vikt. Från sistnämnda år tjänstgjorde Benzelstierna också vid Kungliga Majestäts rådskammare.
Historieintresserad sedan Lundaåren blev Benzelstierna 1740 kanslijunkare och amanuens hos rikshistoriografen Jacob Wilde, och eftersom hans farbror Gustaf Benzelstierna var riksbibliotekarie vid Kungliga biblioteket hade han möjlighet att odla detta intresse. Själv kom han att ägna sig åt biografiskrivningar och numismatik. Det var också detta historieintresse som ledde honom 1742 på en utrikes studieresa, under vilken han inköpte handskrifter och mynt. 
Benzelstierna var sekreterare i sekreta utskottet vid riksdagarna 1740–1752, där han gjorde sig känd för att lugna stormar och avstyra ogenomtänkta förslag. Han tillhörde Hattpartiet.
År 1744 utnämndes fadern till ärkebiskop efter sin bror Erik Benzelius d.y. som inte hunnit tillträda innan han avled.
Matthias Benzel och hans syskon adlades samma år som fadern dog 1747 och upptog då namnet Benzelstierna (en annan i faderns brödraskara blev då ärkebiskop, Henric Benzelius). 1753 utnämndes han till extra ordinarie kansliråd, och år 1759 till tjänsten som överpostdirektör och blev titulär statssekreterare. Eftersom han tillhörde Hattpartiet fick han som överpostdirektör motta kritik från medlemmar av Mösspartiet.
Från 1760 utgav han Inrikes tidningar avsedda att komplettera Stockholms post-tidningar. Som överpostdirektör hade han tillsynen över dessa tidningar. 
Han blev 1786 ledamot av Kungliga Vetenskapsakademien, hedersledamot av Kungliga Vitterhets Historie och Antikvitets Akademien den 20 mars samma år samt ledamot av Kungliga Vetenskaps-Societeten i Uppsala. I Vetenskapsakademien utgav han 1788 en skrift om hushållning och jordbruksdrift för att minska effektera vid missväxt och öka avkastningen.
Benzelstierna var ogift. För eftervärlden är han främst känd för Engeströmska samlingen, den samling mynt, böcker och handskrifter som han testamenterade till sin systerson Lars von Engeström. Han ligger begravd i den Edenbergska familjegraven i Bälinge kyrka utanför Uppsala.